# Montgru-Saint-Hilaire

Montgru-Saint-Hilaire este o comună în departamentul Aisne din nordul Franței. În 1 ianuarie 2022 avea o populație de 30 de locuitori.